# Rhyncolus reflexus
Rhyncolus reflexus – gatunek chrząszcza z rodziny ryjkowcowatych. Zamieszkuje krainę palearktyczną od Półwyspu Iberyjskiego i Maroka po Mongolię.

## Taksonomia
Gatunek ten opisany został po raz pierwszy w 1838 roku przez Carla Henrika Bohemana.

## Morfologia
Chrząszcz o walcowatym ciele długości od 2,2 do 2,8 mm. Ubarwienie ma brunatnoczerwone do ciemnobrunatnego. Ryjek jest krótki, niewiele dłuższy niż u nasady szeroki, wraz z głową formujący jednolity stożek. Oczy są słabo uwypuklone. Przedplecze jest mniej więcej tak szerokie jak długie, w części przedniej stosunkowo słabo przewężone. Powierzchnia przedplecza jest punktowana płytko i grubo, tylko w oddzielonej przewężeniem części przedniej znacznie drobniej. Tarczka jest widoczna. Pokrywy są tak szerokie jak przedplecze, dwa razy dłuższe niż szerokie, o prostej podstawie, prostych lub lekko wystających kątach barkowych i równoległych bokach. Rzędy pokryw są wąskie i punktowane, międzyrzędy również mają po jednym szeregu stosunkowo dużych punktów. Siódmy międzyrząd w tyle pokryw przechodzi w wąską i wysoką listewkę, która wystaje poza ich obrys. Odnóża mają wąskie stopy. Samiec ma wgłębienie u nasady odwłoka.

## Ekologia i występowanie
Owad ten zasiedla lasy liściaste i mieszane, zwłaszcza pierwotne, a także stare parki, ogrody oraz stare drzewa pojedyncze. Zarówno larwy, jak i postacie dorosłe zasiedlają martwe, murszejące drewno drzew liściastych. Podawany był z buków, dębów, jesionów, kasztanowców, klonów, olsz i wiązów.
Gatunek palearktyczny, w Europie znany z Portugalii, Hiszpanii, Andory, Francji, Holandii, Niemiec, Włoch, Szwecji, Polski, Czech, Słowacji, Węgier, Ukrainy, Rumunii, Bułgarii, Słowenii, Bośni i Hercegowiny oraz europejskiej części Rosji. W Afryce Północnej notowany jest z Maroka i Algierii. W Azji sięga od Kaukazu po Mongolię. Na „Czerwonej liście gatunków zagrożonych Republiki Czeskiej” umieszczony został ze statusem gatunku narażonego na wyginięcie (VU). 